# Fizeau-módszer
A Fizeau-módszer (fogaskerekes módszer) Hippolyte Fizeau francia fizikus 1849-ben kidolgozott eljárása a fény sebességének megmérésére. A berendezés lényegi eleme két fogaskerék volt, amiket úgy szereltek egy hosszú tengely két végére, hogy a tengellyel párhuzamos fénysugarak útjában az egyik kerék fogai pontosan kitakarják a másik fogközeit és viszont. A két fogaskerék között a fénysugár útját jelentősen meghosszabbították úgy, hogy azt tükörrel egy távoli pontban elhelyezett másik tükörre térítették ki, és a visszaverődő fénysugarat egy harmadik tükörrel állították vissza eredeti pályájára. Fizeau abban bízott, hogy a kerekeket sikerül elég gyorsan forgatnia ahhoz, hogy amíg a fénysugár ezt a hosszú utat oda-vissza megteszi, a tengely éppen egy fogköznyit forduljon. Ebben az esetben a fénysugár az első kerék fogközén átjutott fénysugár akadálytalanul haladhat át a másikon is. Ezt másodpercenként többezres fordulatszámmal sikerült is elérnie, és a fény sebességét levegőben mintegy 4,5 % hibával, 313 274 km/s-nak határozta meg. (Ez jól egyezett Olaf Römer korábbi, a Jupiter holdjainak fogyatkozásai alapján számolt értékével.) Ez volt a fénysebesség első olyan mérése, amihez kizárólag a Földön telepített eszközöket használtak.
Mivel a méréshez a távoli pontot a készüléktől igen messze (a konkrét kísérletben 8633 m-re) kellett elhelyezni, a módszer eredeti, fogaskerekes formájával más közegekben (pl. vízben) nem lehetett a fénysebességét mérni. Ezért Fizeau barátja és munkatársa, Léon Foucault úgy finomította az eljárást, hogy a fogaskerekeket forgó (sokszög alapú hasáb) tükrökkel váltotta fel. Ezzel sikerült a mérés hibáját 1 % alá szorítani. A külső pontot már elég volt alig néhány méternyire tenni, tehát  mérhették a fény terjedési sebességét különböző közegekben. A mérések igazolták Christiaan Huygensnek azt a következtetését, hogy ezek a sebességek megegyeznek a légüres térben mért fénysebesség és az illető anyagok törésmutatójának hányadosával.
Manapság a módszer továbbfejlesztett változatát, amelyben a fénysugár útját nem fogaskerekek, hanem Kerr-cellák szaggatják, a különböző elemi részecskék (pl. neutronok) sebességének mérésére használják.